# Fokker K.I
El Fokker K.I, per Kampfflugzeug, també conegut com a Fokker M.9, era un avió experimental alemany.
Llançat per primera vegada el 1915, el «M.9» tenia dos fuselatges i dues cues M.7, sense motors, muntats a l'ala inferior. A això es va afegir una góndola central amb dos motors rotatius Oberursel de 80 CV, un a cada extrem, en una configuració d'un motor embranzida en la línia central. La tripulació estava composta per tres tripulants, incloïa un pilot en la góndola i dos artillers col·locats cadascun en el nas de cada fuselatge.
Muntar els dos fuselatges en les ales sense connexió entre ells més a popa va resultar ser un gran error. Fokker seguia usant la deformació de les ales en lloc dels alerons per al control de balanceig de manera que quan les ales estaven deformades, els fuselatges es desviaven en direccions oposades, ja sigui cap amunt o cap avall, depenent de la forma en què es feia volar l'avió. Això va portar a algunes característiques de vol molt divergents. El programa de prova va ser breu.